# Limonia infantula
Limonia infantula är en tvåvingeart som beskrevs av Edwards 1931. Limonia infantula ingår i släktet Limonia och familjen småharkrankar. Inga underarter finns listade i Catalogue of Life.